# Monastère de Leça do Balio
Le monastère de Leça do Balio est une ancienne commanderie des Hospitaliers de l'ordre de Saint-Jean de Jérusalem situé à Leça do Balio (pt).

## Localisation
Le monastère est situé sur la rive gauche (occidentale) du rio Leça (pt), à peu de distance au nord de l'autoroute A4.

## Historique

### Premier monastère
L'historiographie traditionnelle affirme qu'un premier édifice religieux pré-roman était construit à l'emplacement du futur monastère. Ce monastère aurait été construit au Xe siècle et il est pour la première fois mentionné en 1003, mais aucun élément architectural n'est parvenu aux archéologues modernes,.

### Monastère hospitalier roman
Vers le milieu du XIIe siècle, Alphonse Ier fait un don de terres à l'ordre de Saint-Jean de Jérusalem afin qu'un monastère de l'Ordre y soit construit. L'édifice qui est alors bâti est de style roman.

### Monastère gothique
Estêvão Vasques Pimentel rebâtit l'intégralité du monastère dans un style gothique au XIVe siècle. Mort en 1336, il ne voit probablement pas ses travaux achevés, mais il est enterré près de l'autel, ce qui suggère que le chevet et le chœur sont terminés à cette date.

## Architecture
Puissant vaisseau gothique à 3 nefs, avec une rosace et un calvaire manuélin du début du XVIe siècle. 
L'église est fortifiée  - les murs crénelés et défendu par des mâchicoulis, chaque angle flanqué d'une tour de guet- et abrite les tombeaux des chevaliers ornés de quelques effigies monumentales.